# Fuvahmulah Airport
Fuvahmulah Airport (dhivehi: ފުވައްމުލަކު އެއަރޕޯޓް) är en flygplats på ön Fuvahmulah i Maldiverna. Den ligger i den södra delen av landet. Fuvahmulah Airport ligger 5 meter över havet.
Terrängen runt Fuvahmulah Airport är mycket platt.. Närmaste större samhälle är Fuvahmulah, 1,5 km nordväst om Fuvahmulah Airport. 